# Beija-flor-de-tufos-laranjas
Beija-flor-de-bouvier, nectarínia-de-barriga-castanha ou beija-flor-de-tufos-laranjas (Nectarinia bouvieri) é uma espécie de ave da família Nectariniidae.
Pode ser encontrada nos seguintes países: Angola, Camarões, República Centro-Africana, República do Congo, República Democrática do Congo, Guiné Equatorial, Gabão, Quénia, Nigéria, Uganda e Zâmbia.